# Gérard Baste
Pour les articles homonymes, voir Baste et Balanca.
Gérard Baste, de son vrai nom Matthieu Balanca, né le 9 janvier 1973, est un rappeur et animateur de télévision français. Il est membre du groupe Svinkels, et du collectif Le Klub des 7. Il découvre le hip-hop en 1986 lors d'un voyage en Espagne.
En 2010, il participe à la bande originale du film Fatal en coécrivant certaines chansons. En septembre 2010, il publie avec son DJ Dr Vince la mixtape Save Yourself. Le 22 juin 2015, sortie d'une mixtape de Gérard Baste Dans mon slip – Volume 1. En novembre 2016, il sort son album Le Prince de la Vigne financé via une campagne de financement participatif.

## Biographie

### Jeunesse
Baste grandit dans le 1er arrondissement de Paris. Petit, il écoutait et appréciait le chanteur Renaud. Il découvre le hip-hop en 1986 lors d'un voyage en Espagne, où il aperçoit et admire un graffiti qu'il allait « voir tous les jours ». Le même été, en Tunisie, il achète deux cassettes pirates de Run-DMC et des Beastie Boys. À la rentrée la même année, il part acheter des albums de groupes et artistes de hip-hop comme Public Enemy, Eric B. & Rakim et LL Cool J. « En quelques semaines, j’étais devenu un ouf de rap. Je me suis mis à tagger Baste. J’avais 14 ans », explique-t-il.

### Musique
En 1997, il fonde avec Nikus Pokus, les Svinkels. Avant la formation du groupe, Baste confie : « Nikus et moi, on était dans deux bahuts du 4e. Moi j’étais à Charlemagne, lui à Sophie Germain. Quand on s’est rencontré, il commençait à écrire du rap, moi ça me tentait un peu. Faut savoir qu’à cette époque, tout ça était très à la mode pour les ados. C’était normal d’avoir un tag, de rapper et de faire du break. Xanax nous a rejoint, on avait plein d’amis en commun. On a commencé le groupe à 18 ans, on devait être en 1ere. On s’est tout de suite appelé Svinkels. Deux mois après la création du groupe, on avait déjà des plans pour faire des concerts à Paris. » Le trio se lance dans des maquettes musicales. Après la publication d'un maxi intitulé Juste fais là !, le groupe signe, grâce à Emmanuel de Burtel (fondateur du groupe Because), au label Delabel où étaient notamment signés Rita Mitsouko, IAM et Nuttea.
Le groupe se fait connaître avec leur titre Alcootest sur la compilation Police. Il signe avec les Svinkels leur premier album Juste fais là ! en 1997. Leur deuxième album Tapis rouge sort en 1999 et le maxi Bois mes paroles en 2000. Leur troisième album Bons pour l'asile sort et Gérard Baste multiplie les projets et participations. Il participe au collectif Qhuit avec les Svinkels, et enregistre plusieurs titres avec ses amis du groupe TTC, notamment Association de gens normal et un remix du tube Dans le club. Avec les Svinkels, il a participé au collectif AMS (All Mighty Shit avec notamment Octobre rouge). Il participe aussi à l'écriture de Mauvaise foi nocturne et de Fous ta cagoule, les tubes de Fatal Bazooka et Vitoo, et aussi aux titres Viva Bazooka et Saturday Night Kebab, de l'album T'as vu. En 2006, il devient membre au sein du collectif Le Klub des 7 avec ses amis Fuzati, Cyanure, Fredy K entre autres, où il chante sur deux chansons, La réunion secrète et Bis Bis ainsi que sur le second opus du groupe sorti en 2009 La classe de musique.
En 2010, il participe à la bande originale du film Fatal en coécrivant certaines chansons. En septembre 2010, il publie avec son DJ Dr Vince la mixtape Save Yourself. Gérard collabore aussi avec Busy P, sur une chanson intitulée Da Headbangers. Il participe à la chanson Ma musique du groupe de rapcore Enhancer sur l'album Street Trash. En 2011, il coécrit La fessée pour l'album Première Phalange de Luce. Le 22 juin 2015, sortie d'une mixtape de Gérard Baste Dans mon slip – Volume 1.
En 2016, il annonce la sortie d'un nouvel album à la rentrée (Septembre/Octobre). Il évoque aussi une possible réconciliation avec Nikus Pokus[pertinence contestée].
En juin 2016, il crée un projet de financement participatif sur la plateforme Ulule pour son nouvel album Le Prince de la Vigne[source secondaire souhaitée]. Avec comme objectif initial 20 000€, cette campagne est financée à hauteur de 244 %. L'album contient des collaborations avec Mr Xavier, A2H, DJ Pone, Biffty et Waxx. Il est distribué fin octobre aux contributeurs de cette campagne sur le label Profite! Entertainment[source secondaire souhaitée].
Le 8 juin 2017, les Svinkels se reforment avec DJ Pone aux platines, le temps d'un concert au New Morning[source secondaire souhaitée]. Gérard Baste annonce à cette occasion que le groupe jouera à l'Olympia en avril 2018, qui sera plus tard suivi d'une tourné. Rechute[source secondaire souhaitée], l'album du retour du quatuor sort en 2021.

### Télévision
Il fait une apparition[Quand ?] dans la saison 3 de Nerdz dans l'épisode 24 et l'épisode 25 où il incarne un désinsectiseur[réf. nécessaire]. Continuant d'honorer son étroite collaboration avec les deux acteurs principaux de la série Nerdz, Monsieur Poulpe et Davy Mourier, il apparaît, en tant qu'invité, dans l'épisode 5 de la web-émission hebdomadaire d'une demi-heure J'irai loler sur vos tombes, produite par Ankama, animée par les deux acteurs précédemment cités et diffusée sur le site internet d'Ankama, ainsi que sur les blogs respectifs de Davy (Badstrip) et M. Poulpe en mars 2010. En dehors du petit écran, il anime par la suite avec Johann Lefèbvre sur la chaîne Gong, l'émission Gameology dans laquelle il incarne un « gameologue ».
En octobre 2010, il participe à l'émission Le comité de la carte, comme chroniqueur de Philippe Vandel sur Paris Première. Entre début 2011 et juin 2013, il présente le Morning Star sur D17, en compagnie de Johann,. En octobre 2013, il rejoint l'équipe de MTV sur MTV Pulse, où il présente l'émission Sachez-le, et Les petits concerts de MTV. En 2015, il commente les MTV Video Music Awards aux côtés de Raphal Yem et Hedia Charni.
En 2019, il est l'invité spécial d'un épisode de Retro Game One (saison 7, épisode 31), y incarnant une caricature de bruiteur[pertinence contestée].

## Discographie

### Album studio
- 2015 : Dans mon slip – Volume 1
- 2016 : Le Prince de la Vigne
- 2020 : Dans mon slip – Volume 2

### Albums avec les Svinkels
- 1997 : Juste fais là ! (EP)
- 1999 : Tapis rouge
- 2000 : Bois mes paroles (EP)
- 2003 : Bons pour l'asile
- 2005 : DJ Pone réveille le Svink !
- 2008 : Dirty Centre
- 2021 : Rechute

### Albums collaboratifs
- 2004 : Gran Bang (avec Qhuit)
- 2006 : Le Klub des 7 (avec Le Klub des 7)
- 2009 : La classe de musique (avec Le Klub des 7)

### Apparitions
- 2009 : Zone 51 sur l'EP Futurama (avec Ghostship)
- 2010 : Save Yourself #8 (avec Docteur Vince)
- 2010 : Casse ta nuque sur Frontkick de Hooligan (avec Coconut Sunshine)
- 2011 : Badaboum sur The Saoul Brotherz (du label Welsh Recordz)
- 2012 : C'est où l'after ? sur Tué par la Mort (avec Da Krew)
- 2013 : On botte des culs sur Hip-Hop Momo (avec Yoshi Di Original)
- 2014 : Suce-moi la bite sur cet air Funky....(avec la Prière du Poulet)
- 2015 : Caresse Auditive (Remix) sur Yoshi Meets S.O.A.P (avec Cyanure (ATK), Vicelow (Saian Supa Crew), MC Jamalski (Boogie Down Productions), Blake Worrell (Puppetmastaz), DJ Poska, Son Of A Pitch (S.O.A.P) et Yoshi Di Original)